# Augustine Allix
Pour les articles homonymes, voir Allix.
Augustine Allix, née le 4 mai 1823 à Fontenay-le-Comte et morte le 15 janvier 1901 à Paris, est une cantatrice, pianiste et professeure de musique et de chant française, ayant fait partie de l’entourage proche de la famille de Victor Hugo lors de l’exil de ce dernier à Jersey et à Guernesey.

## Biographie
Née en 1823, Augustine Allix tient à partir de 1842 avec ses sœurs Thérèse-Mirza, Bathilde, Eudoxie et Céline, une institution pour jeunes filles établie dans leur ville natale de Fontenay-le-Comte. Le pensionnat des sœurs Allix s'installe ensuite à Paris en 1847, Augustine assistant sa sœur Eudoxie dans la direction du cours musical de l'institution.
Élève du chanteur et pédagogue François Delsarte, Augustine Allix commence cette même année une carrière de chanteuse sur la scène parisienne. Entre 1847 et 1853, elle interprète plusieurs mélodies et compositions, dont La Danse au bois, romance composée par Oscar Comettant et écrite par Adolphe Favre, Le Lac de Louis Niedermeyer, La Sympathie de Charles Haas, Ruth et Booz, poème composée par Eugène Villemain et écrit par Antoine Elwart, Le Mariage de Hasard, œuvre composée par Eudoxie Péan de la Roche-Jagu,,,,,.
En 1854, Augustine Allix s'établit à Jersey, où s'installent de nombreux exilés français fuyant le régime du Second Empire, dont le poète et écrivain Victor Hugo avec sa famille, ainsi que ses deux frères Jules Allix, militant républicain, et Émile Allix, jeune étudiant en médecine, qui deviendra bientôt le médecin de Victor Hugo. Elle donne des concerts pour les proscrits, auxquels assiste Victor Hugo, donne des leçons de musique et interprète des chansons sur des paroles de poèmes de Victor Hugo. Elle fréquente la famille de Victor Hugo pendant ses années d'exil, jusqu'à devenir très proche de son fils Charles Hugo, avec qui elle aurait entretenu une relation amoureuse.
Au moment de l'expulsion de la famille Hugo de Jersey et de son installation à Guernesey vers la fin de l'année 1855, Augustine s'y installe également et y reste jusqu'en octobre 1861. Elle continue à donner des concerts et des cours de piano pour les proscrits et reste très proche des Hugo, étant une habituée des visites à leur domicile de Hauteville House.
Augustine Allix fait partie des personnes photographiées par Charles Hugo et par Auguste Vacquerie, ami de Victor Hugo, pendant la période d'exil à Jersey et Guernesey. Plusieurs photos prises par Hugo et Vacquerie ont été réunies dans un album offert à Augustine, connu sous le nom d'Album Allix ou Souvenir de Marine Terrace, aujourd'hui conservé à la Maison de Victor Hugo,.
À son retour en France en 1861, Augustine Allix enseigne la musique et le chant à Paris, selon la méthode d'apprentissage créée par Émile Chevé et soutenue par sa sœur Eudoxie Allix, fondatrice de cours de musique. En 1865, lors d'une cérémonie pour l’inauguration d'un buste d'Émile Chevé, elle chante une cantate composée par Théodore Ritter pour l'occasion. Elle décède à son domicile parisien le 15 janvier 1901.